# Stephan Foremny
Stephan Foremny (* 2. März 1931 in Wartenburg im Ermland; † 16. März 2006 in Münster in Westfalen) war ein deutscher Musiker, Komponist, Chorleiter und Hochschullehrer.

## Leben und Wirken
Sein Vater Karl Foremny war Bäckermeister und Bäckereieigentümer in Wartenburg. Der Familie gelang die Flucht vor der anrollenden Roten Armee nicht. Der Vater wurde im Frühjahr 1945 als Bäckereibesitzer und „Kapitalist“ von der NKWD verhaftet und in die Sowjetunion verschleppt – er kam niemals zurück. Stephan Foremny absolvierte das Abitur (polnisch: Matura) in Olsztyn und studierte in den Jahren 1949–1956 Komposition, Klavier und Dirigieren an der Höheren Staatlichen Musikschule in Warschau. In den Jahren 1955–1956 nahm er als Externer am Klavierunterricht  an der Staatlichen Musikschule in Kielce teil.
Nach dem Studium wurde er als Pianist, Organist und Komponist bekannt und war als Lehrer für Klavierunterricht an der Musikschule in Olsztyn angestellt. Er sammelte Volkslieder aus Ermland und Masuren, komponierte dazu Chormusik für Drei-Stimmen-Chor und veröffentlichte sie als Buch im Jahr 1960 in Olsztyn. Im April 1961 war er einer der Begründer des örtlichen Verbands der Polnischen Musikkünstler (Stowarzyszenie Polskich Artystów Muzyków, SPAM) und in den Jahren 1960–1962 Dirigent des Wiktor-Wawrzyczek-Chors (Chór im. prof. Wiktora Wawrzyczka) an der Technisch-Landwirtschaftlichen Akademie (Akademia Rolniczo-Techniczna, ART) in Olsztyn.
Nach der Aussiedlung im Jahr 1963 lebte er mit der Familie in Münster, übernahm die Leitung des Ermlandchors und des Kirchenchors an der Pfarrgemeinde St. Stephanus (Münster) und wirkte als Hochschullehrer an der Hochschule für Musik Detmold (Institut Münster). Für die langjährige Tätigkeit als Chorleiter (40 Jahre) verlieh ihm der Bischof Reinhard Lettmann im Jahr 1993 das Cäcilienabzeichen. Seine Musikwerke für Tuba und Klavier hat der US-amerikanische Musikwissenschaftler und Tubist R. Winston Morris in seinem Werk im Jahr 2006 erwähnt.
Der Sohn Matthias Foremny (geb. 1972 in Münster) ist ebenfalls ein Dirigent.

## Kompositionen / Partituren (Auswahl)
- 1960: mit Jan Lubomirski: Lieder aus Ermland und Masuren für Drei-Stimmen-Chor. (Pieśni Warmii i Mazur na chór 3-głosowy). Wojewódzki Dom Kultury, Olsztyn 1960.
- 1983: Sonatine für Tuba und Klavier
- 1992: Zwei Charakterstücke
- 1999: Largo und Andante für 3 Trompeten in B
- 1999: Bilderbuch. Für 3 Trompeten. Einleitung, Thema und 6 Variationen
- 2000: Vierte Sonatine für Trompete und Klavier
- 2000: Rondo für 3 Trompeten in B
- 2002: Allegretto für Tuba und Klavier
- 2004: Von Alpha bis Omega. 24 leichte Stücke für Trompete in B und Tuba in C

## Auszeichnungen
- 1993: Cäcilienabzeichen (Allgemeiner Cäcilien-Verband für Deutschland)